# UMAC
UMAC (University Museums and Collections) je fórum sdružující univerzitní muzea z celého světa. Je součástí Mezinárodní rady muzeí (ICOM, The International Council of Museums). 

## Poslání
UMAC sdružuje organizace, které jsou spojené s univerzitními muzei, galeriemi a sbírkami (včetně herbářů a botanických zahrad). UMAC se zaměřuje na roli, kterou mají sbírky v rámci vysokoškolského vzdělávání, a také na komunity, kterým tyto instituce slouží. Členům je poskytnuto fórum k identifikaci možností spolupráce týkající se zdrojů v daných sbírkách, sdílení vědomostí a zkušeností a také v poskytování přístupu ke sbírkám. Zabývá se také na ochranou dědictví v péči univerzit. UMAC každoročně pořádá konferenci, kde si jednotlivé instituce vyměňují zkušenosti.
Členem UMAC je Mendelovo muzeum Masarykovy univerzity.